# Norbert Zongo

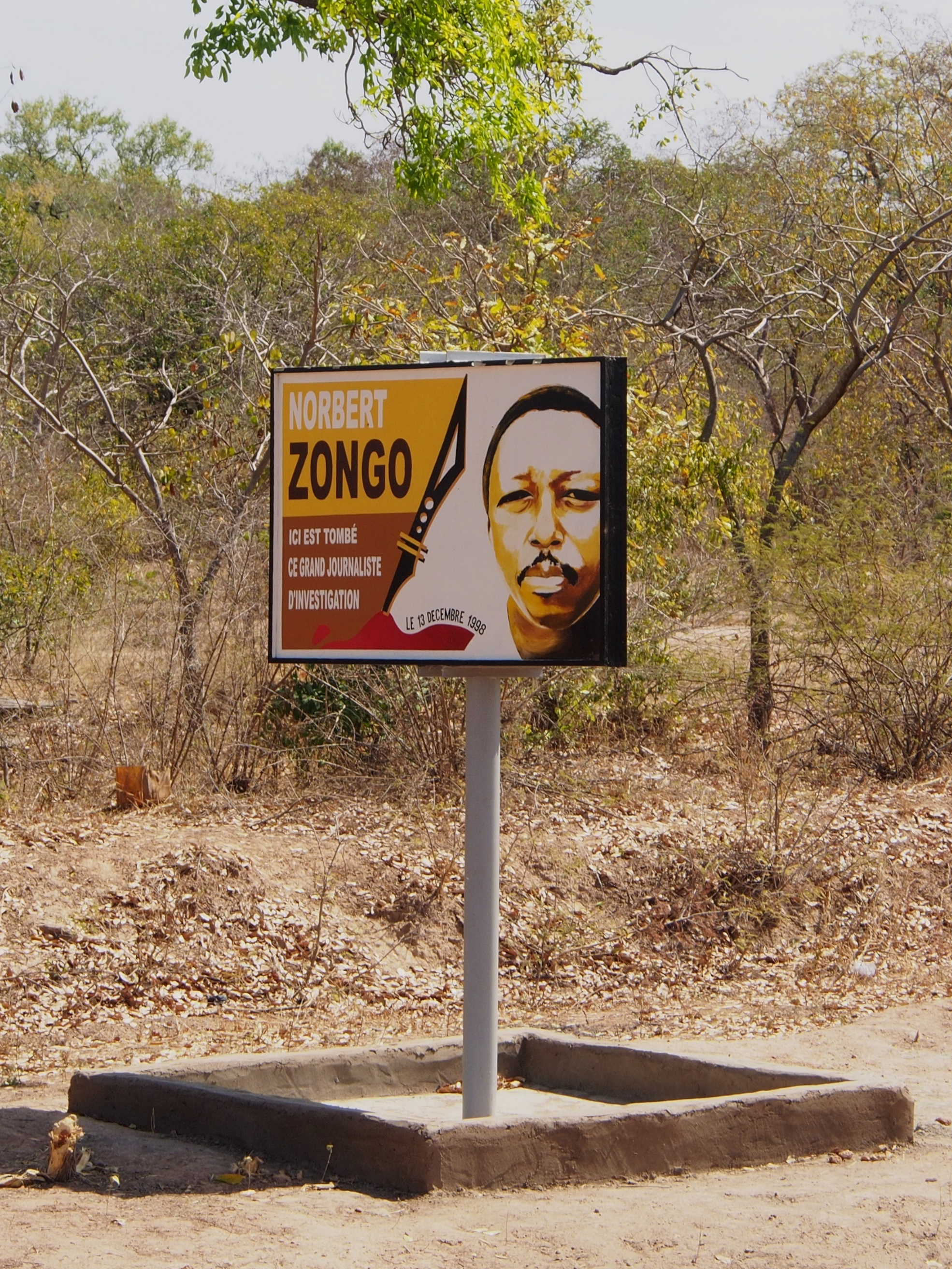
Gedenktafel für Norbert Zongo

Norbert Zongo (* Juli 1949 in Koudougou, Obervolta; † 13. Dezember 1998 in Sapouy, Burkina Faso) war ein Journalist und Schriftsteller aus dem westafrikanischen Staat Burkina Faso.

## Tätigkeiten
Nach dem Besuch von Journalistenschulen in Togo und Kamerun arbeitete er zunächst für die Regierungszeitung Sidwaya und private Zeitungen. Im Jahre 1993 gründete er die Wochenzeitung L’Indépendant, deren Herausgeber er bis zu seinem Tod war. Außerdem war er Präsident der Société des éditeurs de la presse privée du Burkina (SEP), dem Verband der privaten Zeitungsverleger.

## Ermordung
Während seiner Recherchen zum Todesfall von David Ouédraogo wurden Zongo und drei Begleiter erschossen in seinem ausgebrannten Auto aufgefunden. David Ouédraogo war der Chauffeur von François Compaoré gewesen, einem Bruder des Präsidenten Blaise Compaoré.
Eine unabhängige Untersuchungskommission kam zum Schluss, dass Zongo aufgrund dieser Nachforschungen ermordet worden war. Die Anklage gegen François Compaoré wegen Tatbeteiligung im Fall Ouédraogo wurde später aufgehoben. Verurteilt wegen dieses Mordes wurden Marcel Kafando, Edmond Koama sowie Ousséni Yaro, drei Mitglieder der Präsidentengarde.
Im Falle Norbert Zongo wurde am 19. Juli 2006 die Klage gegen den einzigen Beschuldigten, Marcel Kafando, aufgehoben, da der Zeuge Racine Yaméogo seine Aussagen zurückgenommen hatte. Die Entscheidung wurde am 16. August 2006 von einem Berufungsgericht bestätigt. Nichtregierungsorganisationen wie Reporter ohne Grenzen werfen der Justiz vor, den Fall verschleppt zu haben, um den Bruder des Präsidenten zu schützen.
Der ivorische Reggaemusiker Alpha Blondy widmete Zongo ein Lied: Journalistes en danger. Ebenso das burkinisch-ivorische Rap-Duo FASO KOMBAT: Unis pour Norbert Zongo.

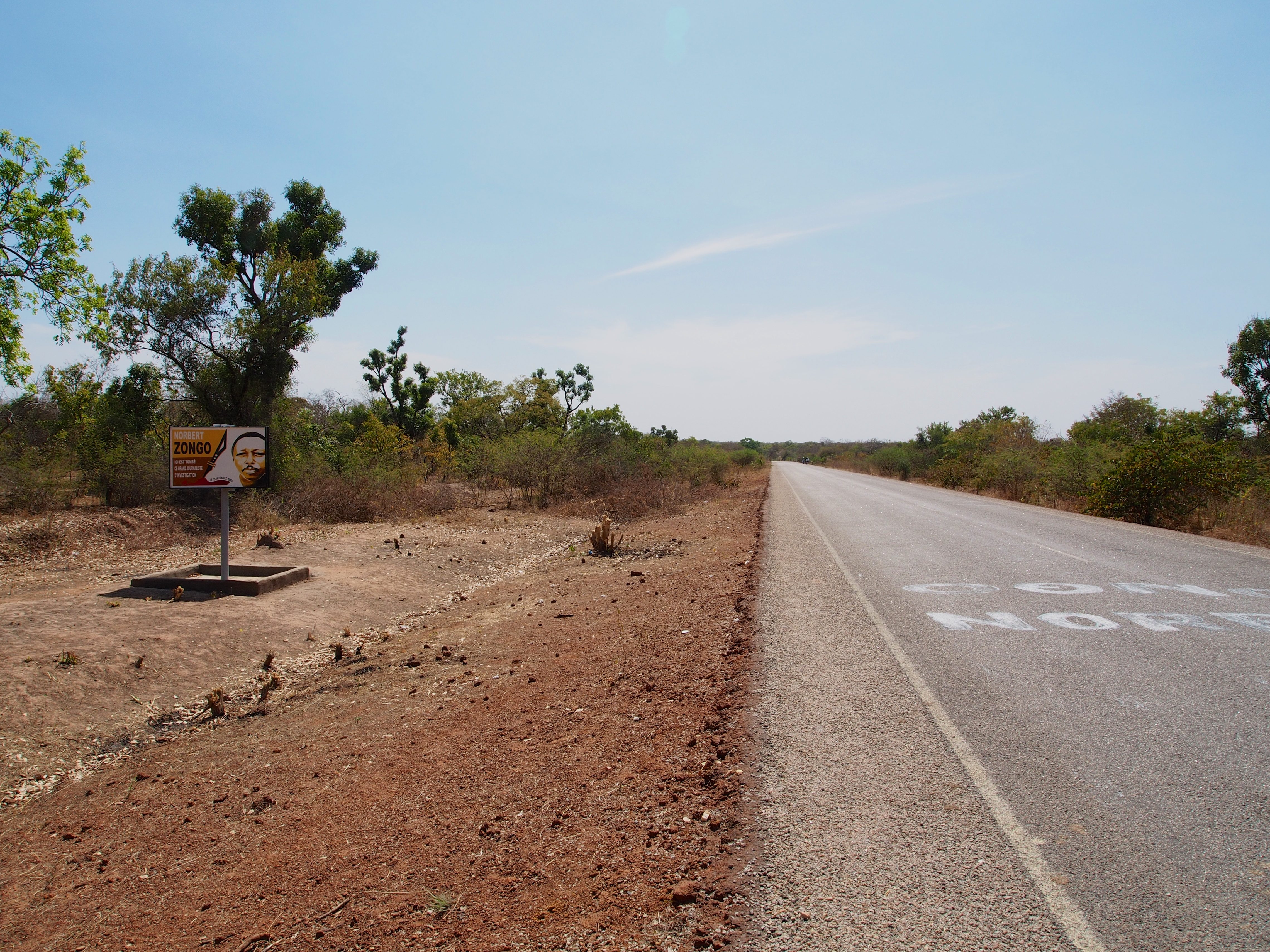
Die Gedenktafel an der N6 nahe Sapouy

2012 wurde am Ort seiner Ermordung, an der Nationalstraße N6 (Ouagadougou - Léo) in Sapouy, eine Gedenktafel errichtet.

## Werke
Zongo schrieb zwei Romane:
- Le Parachutage, 1988, ABC-Communication, Ouagadougou. Neuauflage 2006, L’Harmattan, Paris, ISBN 2-296-01712-6.
- Rougebêinga, 1990, ISBN 9781125244531